# Жилинцы (Тернопольская область)
Жилинцы (укр. Жилинці) — село в Борщёвской городской общине Чортковского района Тернопольской области Украины.
До 2020 года входило в Борщёвский район.
Код КОАТУУ — 6120883101. Население по переписи 2001 года составляло 404 человека.

## Географическое положение
Село Жилинцы находится на левом берегу реки Ничлава,
выше по течению примыкает село Пилатковцы,
ниже по течению на расстоянии в 2,5 км расположено село Козаччина,
на противоположном берегу — село Пилатковцы.
Рядом проходит железная дорога, станция Жилинцы в 0,5 км.

## История
- Село известно с первой половины XV века.